# Alejandra Flores
Emilda María Alejandra Flores García (Cidade da Guatemala, 1986) é uma cantora soprano guatemalteca.

## Início de vida
Estudou artes cênicas na Escola Superior de Artes da Universidade de São Carlos, Guatemala. Frequentou aulas de música com Zoila Luz García Salas, no Conservatório Nacional da Cidade da Guatemala. Também na Guatemala, frequentou aulas de técnica lírica com Luis Felipe Girón May. 
No exterior, estudou com Gustavo Manzitti, no Instituto Superior de Arte do Teatro Colón, em Buenos Aires, Argentina, e com Amy Pfrimmer, na Universidade Tulane, em Nova Orleans, Estados Unidos. Refinou suas técnicas vocais e interpretativas na Itália, com Massimo Pezzutti.

## Carreira
Participou em peças teatrais, óperas e concertos, e cantou na América Central, América do Sul e nos Estados Unidos. Na Guatemala, ela performou nos palco mais importantes do país: no Salão Nobre do Teatro Nacional, no Teatro da Câmara Hugo Carrillo, no Teatro Municipal de Quetzaltenango, no Conservatório Nacional de Música Germán Alcántara, no Auditório Juan Bautista Gutiérrez, no Auditório Mariano Gálvez, no Auditório da Universidade de Valle, no Auditório Alejandro von Humboldt, Teatro de Abril, Teatro Solo e no Teatro Dick Smith.
Participou da primeira performance da ópera lírica Il Duce, de Federico García Vigil, como Rachele (esposa de Mussolini), no Teatro Solís, em Montevidéu, Uruguai. Cantou em Rigoletto, de Giuseppe Verdi, no Jefferson Performing Arts Center e em diversos concertos para a Jefferson Performing Arts Society, em Nova Orleans. Foi a convidada de honra na La Casona de la Ópera, em San José, Costa Rica. Foi acompanhada por grandes musicistas como Andrea Bacchetti, Gianfranco Bortolato e Massimiliano Damerini.

## Reconhecimento
- Medalha de ouro no Campeonato Mundial de Artes Cênicas, em Los Angeles, Califórnia
- Troféu Arco Iris Maya para as melhores vozes jovens, Guatemala
- Artist Award do Ano de 2004 como a Artista Revelação da Ópera, Guatemala
- Reconhecimento de Diploma para a sua "Contribuição de Alta Qualidade Artística e da Arte Lírica", Ministério da Cultura e Direção Geral das Artes da Guatemala
- Artist Award do Ano de 2014[3] por Carreira Artística em Bel Canto, Guatemala
- Diploma de Visitante Distinto da Cidade de Quetzaltenango pelo Trabalho Artístico e Contribuição Cultural, em Quetzaltenango, Guatemala
- Primeiro Prémio na Primeira Competição de Ópera da América Central[4], Concecali,[5] 2016, San José, Costa Rica